# Triteleia minoria
Triteleia minoria är en stekelart som beskrevs av Mikhail Vasilievich Kozlov och Kononova 1985. Triteleia minoria ingår i släktet Triteleia och familjen Scelionidae. Inga underarter finns listade i Catalogue of Life.